# Historia de la democracia

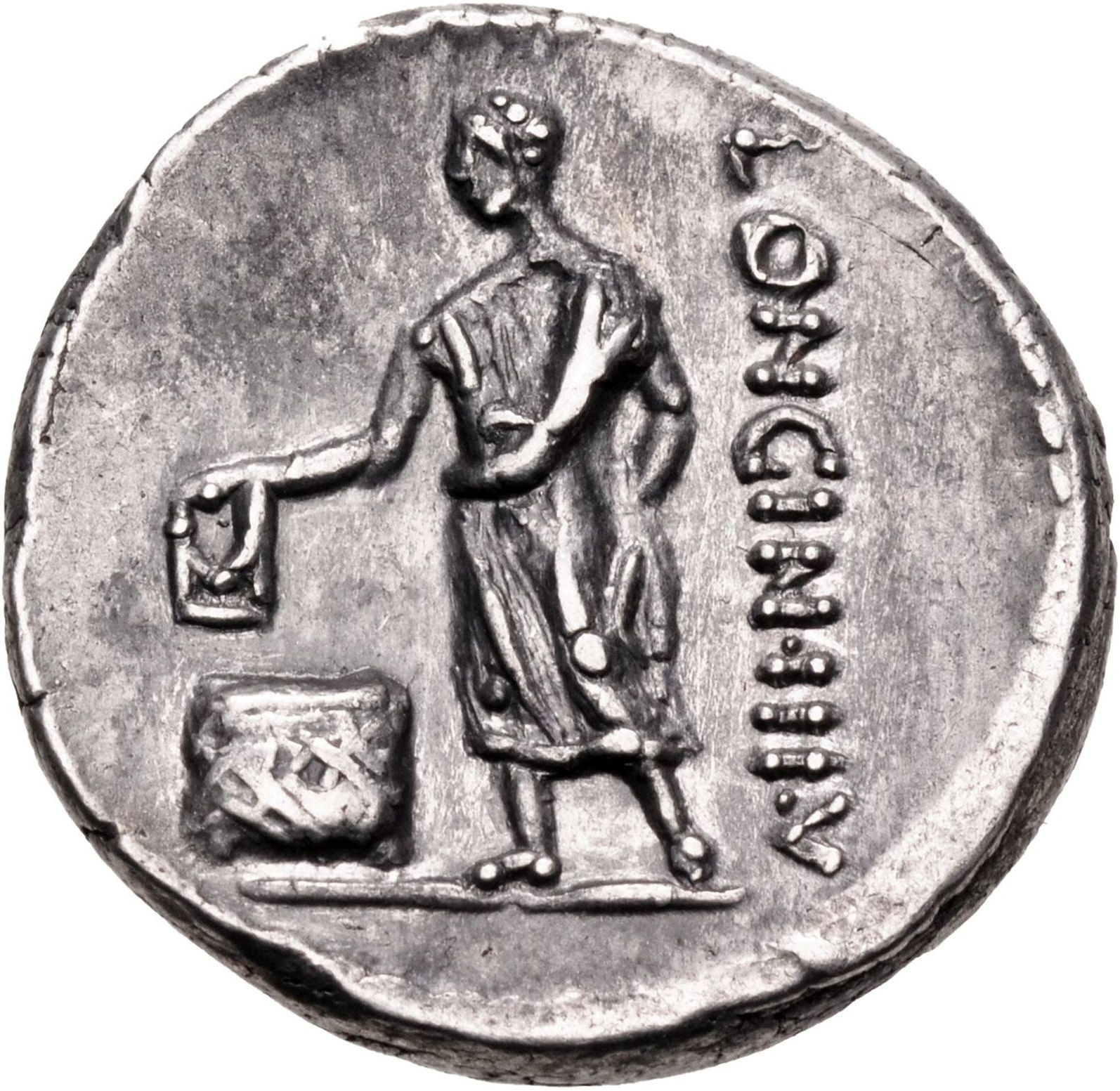
Reverso de un denario acuñado en el año 63 a.C. que muestra a un ciudadano romano introduciendo su voto en una urna.

El término democracia proviene del griego clásico, y su origen como forma de gobierno se ha remontado tradicionalmente a la Atenas de la época clásica, donde surgió el término. Los fundamentos de la democracia moderna, como gobierno de la mayoría de la población, comenzaron a aparecer en Europa y en sus colonias de América del Norte en la segunda mitad del siglo siglo XVII y en el siglo XVIII, pero no se consolidaría definitivamente, incluyendo a las mujeres, hasta el siglo XX bajo la forma de democracias representativas, en las que la soberanía popular se delega en representantes políticos que ejercen la autoridad en nombre del pueblo.

## «Democracia temprana» y democracia moderna
El politólogo David Stasavage, de la Universidad de Nueva York, ha propuesto diferenciar dos grandes tipos de democracia que caracterizarían a las dos grandes etapas en que divide la historia de la democracia: la de la «democracia temprana» y la de democracia moderna. Partiendo de una concepción muy laxa de la noción de democracia (un sistema de gobierno que no se basa en la coacción), por «democracia temprana» entiende el sistema de gobierno donde el que ejerce el poder, mediante elección o por herencia, lo hace con el consentimiento de los gobernados (o de una parte de ellos), es decir, «gobierna con un consejo o asamblea compuesta por miembros de la sociedad independientes del gobernante y no sujetos a sus caprichos». Según Stasavage esta sería la forma «natural» de regirse las sociedades humanas por lo que sus orígenes se remontarían a la prehistoria. Para hablar de «democracia temprana», según Stasavage, no sería necesario que contara con una amplia participación de la comunidad, sino que sería suficiente con unos consejos o asambleas más reducidos. Él mismo reconoce que una definición tan amplia de la «democracia temprana» incluiría también a los regímenes oligárquicos, pero lo justifica alegando que «la barrera entre la oligarquía y la democracia es muy porosa».
La «democracia temprana» se diferenciaría de la democracia moderna en que no es una democracia representativa —en la que la participación política de los gobernados es «episódica»; se limita al momento de las elecciones—, sino que adopta alguna fórmula de democracia directa (o de sistema representativo con mandato imperativo), por lo que solo se ha dado en sociedades con un tamaño relativamente reducido (considera a  Atenas como el ejemplo más extenso de «democracia temprana», con un número de varones con derechos políticos plenos que nunca superó los 50 000). La segunda diferencia es que «la democracia moderna convive con una burocracia estatal que se ocupa de los asuntos cotidianos», lo que no ocurre en la «democracia temprana» (con un aparato burocrático muy pequeño; precisamente, esto es lo que habría facilitado el surgimiento de la «democracia temprana»). Por último, Stasavage señala que si bien la democracia moderna fue un invento específicamente europeo, la «democracia temprana» surgió «de forma independiente en muchas sociedades humanas». Más específicamente, «surgió cuando los gobernantes necesitaron el consentimiento [activo, no tácito como ocurre en las autocracias] y la cooperación de su pueblo porque no podían gobernar por sí mismos», «en especial si necesitaban al pueblo para librar guerras». «Al no contar con unos medios adecuados para obligar a la gente a luchar sin más, los gobernantes ofrecieron derechos políticos», añade Stasavage.
A partir de esta concepción de la «democracia temprana» Stasavage propone una visión de la historia de la democracia que sintetiza en el título de su libro Caída y ascenso de la democracia. Según este politólogo la «democracia temprana» estuvo muy extendida por todos los continentes desde tiempos remotos pero fue desapareciendo «a medida que creció la escala de las sociedades, cuando los gobernantes adquirieron nuevas formas de controlar la producción y, finalmente, cuando a la población le resultó difícil marcharse a otros lugares». Así fue como se produjo la «caída» de la democracia hasta que comenzó su «ascenso» con el desarrollo de la democracia moderna, resultado de un proceso de evolución de la «democracia temprana» que comenzó, según Stasavage, en la Inglaterra bajomedieval y moderna y que alcanzaría una mayor extensión —para los varones blancos libres— en sus Trece Colonias de América del Norte, cuya independencia a finales del siglo XVIII dio nacimiento a los Estados Unidos.
«La democracia temprana existió durante miles de años en un amplio conjunto de sociedades humanas: era una institución muy sólida. [...] En términos comparativos, la democracia moderna solo lleva existiendo un breve periodo de tiempo. Deberíamos considerarla un experimento en curso y, tal vez, incluso sorprendernos de que haya logrado sobrevivir siquiera», concluye David Stasavage.

## Edad Antigua

### India
En 326 a.C. Alejandro Magno intentó conquistar la India y los miembros de su séquito describieron los diferentes tipos de sociedades que encontraron y cómo se gobernaban. En muchas ocasiones señalaron la existencia de instituciones que se parecían a las de las polis griegas. Sin embargo, estos testimonios permanecieron en el olvido hasta que en 1902 Thomas Rhys Davids constató que los primeros textos budistas hablaban de la convivencia entre monarquías y repúblicas. Este estudioso británico destacó el ejemplo de clan Sakia en el que sus asuntos eran tratados en asamblea, que era la que elegía al rajá, al líder del clan, que Davids asimiló a la figura de los cónsules romanos. También constató la existencia de asambleas de aldea formadas por todos los cabezas de familia. Estudios posteriores fueron confirmando la idea de la existencia de repúblicas en la India antigua, principalmente en las laderas del Himalaya, en el extremo oriental de los estados indios actuales de Uttar Pradesh y Bihar.
El Anábasis de Alejandro de Flavio Arriano, que describe las campañas de Alejandro con gran detalle basándose en testimonios directos de compañeros de Alejandro, menciona dieciocho localidades de India que eran «libres e independientes», como en el caso de Nyasa, una ciudad situada cerca de la actual frontera entre Afghanistán y Pakistán, que era gobernada por un tal Aculphis, elegido líder de un consejo formado por 300 miembros. Tras rendirse a Alejandro, Aculphis usó la supuesta relación de la ciudad con el dios Dioniso para buscar términos de paz justos con el rey macedonio:

Los niseos te piden, oh rey respetuoso de Dinios, que les permitas permanecer libres e independientes, porque cuando Dioniso subyugó a la nación de los indios... él fundó esta ciudad con soldados que no eran apropiados ya para el servicio militar... desde eso los que habitan en Nyasa, una ciudad libre, y nosotros mismos somos independientes, y llevamos nuestro gobierno con un orden constitucional.

La conversación de Alejandro y Aculphis muestra que Nyasa era una ciudad-estado cuyo territorio no se extendía mucho más allá del núcleo urbano. Sin embargo, otro ejemplo mencionado por Flavio Arriano es el de la república de Mallia que consistía en veinte ciudades. Por otro lado, Quinto Curcio y Diodoro Sículo en sus obras sobre las conquistas de Alejandro mencionan a un pueblo llamados sabarcas (sabarcae) o sambastas (sambastai) cuyo gobierno no era de tipo monárquico: Los sabarcas o sambastas, al igual e los mallianos, dominaban un territorio amplio. Su ejército consistía en sesenta mil infantes, seis mil caballeros y unos quinientos carros. Estos datos muestran que las repúblicas indias del siglo IV a. C. de hecho eran mucho mayores que las polis griegas contemporáneas. Parece que en el noroeste de India, la organización republicana era la norma, ya que los historiadores de Alejandro solo mencionan un puñado de reyes y muchos otros estados no monárquicos. La prevalencia de las repúblicas fueron señaladas por Diodoro Sículo, que tras describir a monarcas legendarios que se enfrentaron al dios Dionisio dice:

Al final, sin embargo, cuando los años han pasado la mayor parte de las ciudades ha adoptado una forma de gobierno democrático, aunque algunas pocas conservaban aún a sus reyes por el tiempo de la invasión de Alejandro.

Así pues, desde antes de nuestra era está documentado que en la antigua India existieron repúblicas. Muchas habrían existido antes del inicio de la democracia ateniense. Florecieron en el norte. Sin embargo hacia el 400 d. C. estas repúblicas desaparecieron por la conquista de monarquías militaristas. Así la literatura brahmánica posterior glorificaría la realeza y sería favorable a su papel como se aprecia en los escritos de legisladores como Manu, el autor del Manu-Smrti compuesto entre el 200 a. C. y el 200 d. C. Las fuentes sobre las antiguas repúblicas están documentadas fuera de la tradición brahmánica, por ejemplo en el Arthaśāstra de Kautilya (c. 300 a. C.), donde se describen estados donde los reyes tenían un papel subsidiario y sus funciones se referían más al mantenimiento de la paz, la justicia o la estabilidad que al gobierno de la «nación».
La evidencia de gobiernos no monárquicos se documenta también en los Vedas, por lo que se puede suponer que la organización en forma de república era la forma más común en el norte de la actual India entre los siglos VII a. C. y II d. C. Durante ese período se registró un importante aumento de la urbanización en la región. Algunas de las ciudades organizadas como repúblicas incluían Vaiśālī (siglo V a. C.) y se identifica por su nombre a personajes importantes como Ambaplai cuyos logros contribuyeron de manera importante a la prosperidad y reputación de la república. También las ciudades de Kapilavatthu y Kusavati habrían estado organizadas al modo de repúblicas en ese período. Por otro lado, el estudio del canon budista escrito en pali ha permitido reconocer que la veracidad de la forma de organización republicana en la India anterior al siglo V a. C..

### Grecia

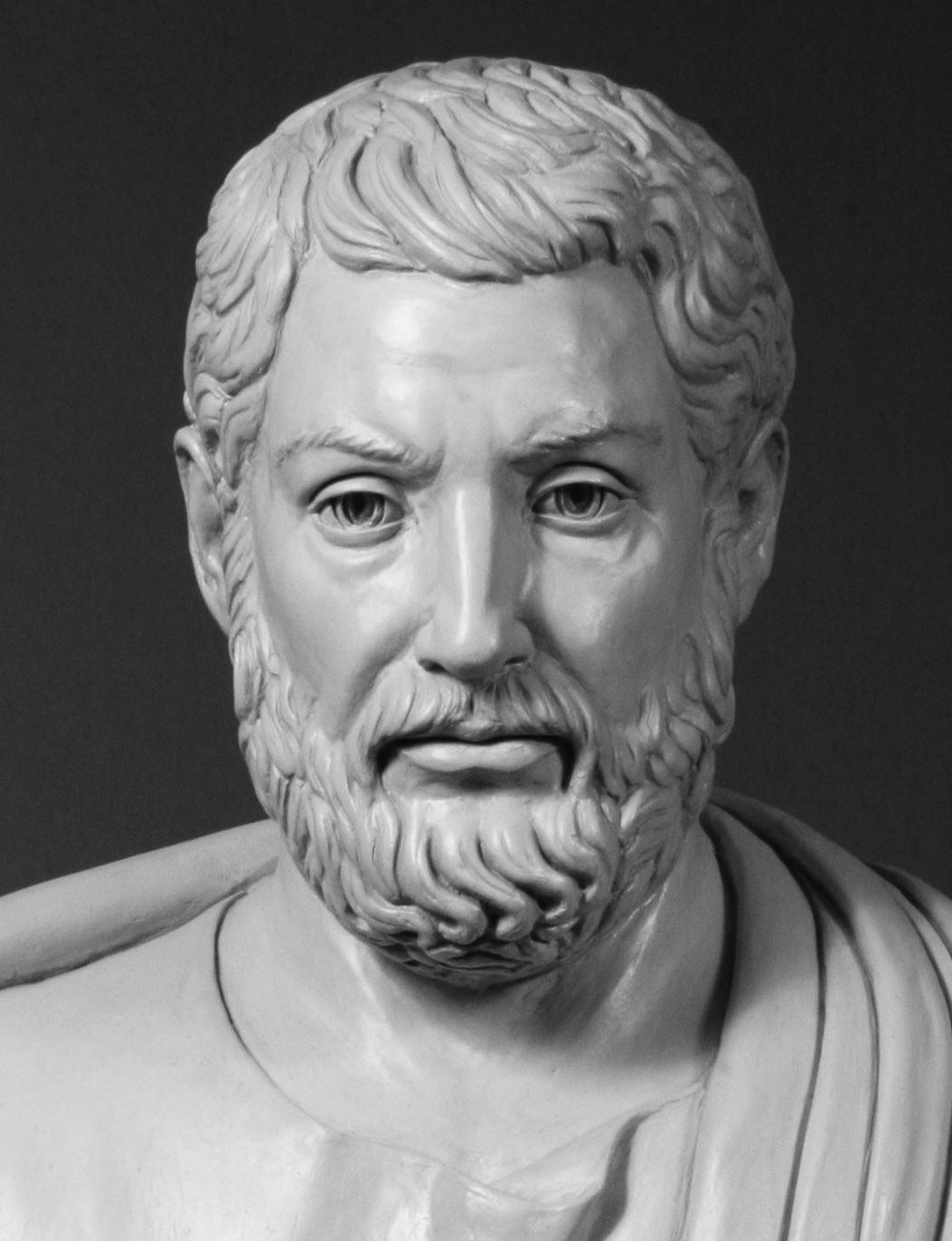
Busto moderno de Clístenes de Atenas, considerado el padre de la democracia ateniense

La palabra griega "Democracia" ("el poder del  pueblo") fue inventada por los atenienses para definir un sistema de gobierno de la ciudad en el cual las decisiones eran tomadas por la asamblea de ciudadanos (los ciudadanos no eran ni mujeres ni esclavos ni extranjeros) y no por un rey o emperador como en otras ciudades o imperios de la antigüedad. Sin embargo, la mayor parte de la población de Atenas estaba integrada por esclavos. Por esta razón la democracia ateniense tiene pocas similitudes con la democracia moderna, vinculada a la abolición de la esclavitud y a los derechos humanos. Democracia es una palabra de origen griego que fue acuñada por los atenienses para referirse a su forma de gobierno, instaurada en los últimos años del siglo VI a. C.
Aunque siempre es difícil averiguar el momento exacto en que una palabra empieza a usarse, el término aparece en Heródoto, un historiador y geógrafo del siglo V a. C. como el nombre de una forma de gobierno ya entonces objeto de debate. En su etimología, significa gobierno “del pueblo” o “popular”.
La democracia ateniense estaba basada en la selección de representantes por sorteo y las decisiones en otros casos por mayoría. La asamblea estaba compuesta por todos los ciudadanos varones de Atenas y votaba en forma directa. Los electos no tomaban las decisiones; los atenienses consideraban que dar el poder de tomar decisiones a los representantes electos era al pueblo, convirtiendo el estado en una oligarquía. La democracia significaba (y para algunos aún significa) la igualdad ante las decisiones y ante la elección de decisiones y no la elección de personas encargadas de decidir (ver democracia representativa). Existían pocos mecanismos de control del poder de la asamblea o límites al mismo, con la excepción llamada Graphe Paranomon (también votada por la asamblea), que hacía ilegal aprobar una ley que era contraria a otra.
Una de las razones por las que este sistema era viable era la pequeña población de Atenas si se compara con los estados actuales —unos 300 000 habitantes—. Además, existían rígidas restricciones sobre quiénes tenían derecho a participar como ciudadanos, porque solo se le podía llamar ciudadano al que vivía en Esparta o en Atenas, que excluían a más de la mitad de la población total. Los derechos de ciudadanía se limitaban a los ciudadanos varones, adultos, libres (no esclavos), nativos de Atenas. En consecuencia, las mujeres, niños, esclavos y extranjeros —grupos que constituían la mayoría de la población de la ciudad— no tenían derecho a participar en la asamblea, y la mayoría de la población no tenía otro modo de acceder a esos derechos que agnarse a una familia que tuviera derechos.
La democracia moderna tiene algunas limitaciones en comparación al modelo antiguo, ya que para la mayor parte de los ciudadanos se reduce a votar, y el hecho de votar se limita a una única ocasión cada cierto número de años, los votantes solo pueden elegir sus representantes en los ámbitos legislativo o ejecutivo (con la ocasional excepción de algún referéndum) y son esos representantes y no los votantes quienes tienen el poder de decidir los asuntos de Estado. Sin embargo, en su época y para las sociedades euroasiáticas, no se había alcanzado nunca una proporción tan grande de gente interviniendo en el gobierno, de modo que esa ampliación de personas participando del poder político era visualizada como una democracia.
Durante la edad dorada de la Atenas clásica,  en el siglo V a. C., en el que fue la ciudad-estado hegemónica en la Hélade, los atenienses promovían la democracia en el exterior. Ello condujo a la adopción de formas de gobierno democráticas o quasi-democráticas en varias ciudades aliadas o dependientes de Atenas. Sin embargo, el siglo V a. C. vio la división del mundo griego a causa de las guerras del Peloponeso, en las que Atenas se enfrentó a una liga de ciudades dirigida por Esparta, que resultó vencedora y la democracia fue abolida en todas las polis griegas. Aunque los atenienses restauraron su democracia en menos de un año, no se encontraban ya en situación de promoverla en el exterior y la democracia comenzó a declinar.[cita requerida]

### Roma
En el siglo II a. C. el historiador griego Polibio escribió en sus Historias que las «tres formas de gobierno» (monarquía, aristocracia y democracia) «se reúnen en la constitución romana de manera tan equilibrada y tan bien calculada que nadie entre los romanos podrá decir si se trata de una aristocracia, de una monarquía o de una democracia. Y con razón, pues parecerá una monarquía si atendemos a los poderes de los cónsules, aristocracia, si juzgamos por los del Senado y, por último, si se consideran los derechos del pueblo, diremos que es una democracia».
Sin embargo, esta valoración de Polibio no es compartida por buena parte de los historiadores modernos que coinciden en considerar a la República romana como un régimen aristocrático u oligárquico. El español José Manuel Roldán ha señalado que el acceso a las magistraturas, «abierto en principio para todo ciudadano en posesión de las condiciones requeridas, en la práctica quedaba fuertemente limitado a una minoría muy restringida, la nobilitas, la élite dirigente de la nobleza patricio-plebeya» (entre el 366 a. C. y el 33 a. C., señala Roldán, solo quince homines novi —el más conocido de ellos Cicerón— consiguieron acceder al consulado, la máxima magistratura, y solo lo lograron, advierte, «apoyados por familias de la nobilitas»). También ha señalado que «el principio de soberanía del populus, manifestado en la triple función electiva, legislativa y judicial de los comicios populares» era «sin embargo más formal que real teniendo en cuenta el papel que desempeñan el Senado y las magistraturas y las propias cortapisas en el funcionamiento de las asambleas. [...] Es el magistrado competente el que preside y dirige los comicios y, en ellos, el populus sólo expresa su voluntad sobre la cuestión concreta que se le propone, sin posibilidad de discutirla. [...] La auctoritas del Senado, con su derecho de ratificación sobre toda asamblea comicial es también una importante restricción a la soberanía de las asambleas... así como el sistema de voto, oral hasta fines del siglo II a. C., que permite todas las presiones imaginables». «Por consiguiente, al margen de raras excepciones, el gobierno de Roma era un rígido monopolio de la aristocracia de nacimiento, completada con elementos plutocráticos», concluye Roldán.
Otros historiadores[cita requerida] han señalado que la sociedad romana era una sociedad jerárquica piramidal, y estaba estratificada verticalmente en los estamentos superiores en tres órdenes (ordo senatorius, ordo equester y ordo decurionum), y los representantes de éstos órdenes sociales eran en su mayoría patricios terratenientes con algunos pocos plebeyos ricos (que conjuntamente constituían la nobilitas). Estas clases sociales dominantes elegían a los miembros de las altas magistraturas (cónsules, pretores, censores), y de estas altas magistraturas procedían los senadores en un círculo político cerrado, lo cual demuestra que nunca hubo una democracia en Roma. Además, de este sistema político oligárquico quedaban excluidas las mujeres romanas, los extranjeros (peregrini), los libertos (liberti) y los esclavos (servi). La escasa participación del populus estaba limitada a las asambleas (comitia), cuyas propuestas no solían ser vinculantes para las decisiones del Senado. Había varias asambleas para la participación ciudadana (comitia): comitia curiata, comitia centuriata y comitia tributa. En la asamblea por centurias se elegían las altas magistraturas (cónsules, pretores y censores), quienes a su vez elegían a los senadores a través de los censores.
Varios historiadores han subrayado los factores de la ausencia de democracia en la Antigua Roma. Según el historiador español Francisco Pina Polo,

uno de ellos es la relativamente escasa participación de ciudadanos romanos en los comicios, que en la práctica quedaba reducida a los habitantes de Roma, quedando excluidos los que no habitaban en la ciudad, diferencia que se fue profundizando a medida que el Imperio se fue ampliando, y con ello la dispersión geográfica de la ciudadanía romana. Por otra parte, la votación en los comicios por centurias se estructuraba en función de la pertenencia a diferentes clases censitarias, de modo que el poder de decisión quedaba en manos de los más ricos y poderosos, teniendo la mayoría de la ciudadanía un papel residual. Por lo que respecta a la capacidad de iniciativa legislativa, a diferencia de la Atenas democrática, en Roma sólo la tenían los magistrados y tribunos de la plebe, de modo que el conjunto de ciudadanos sólo podía votar sobre asuntos planteados por ellos. El acceso a las magistraturas, y con ello al Senado, quedaba en manos de una estrecha clase social, la misma que controlaba los comicios centuriados. En última instancia se puede plantear como una diferencia sustancial entre la Atenas democrática y la Roma republicana el hecho de que, mientras en la primera se fomentó la participación popular en la cosa pública, en Roma más bien la aristocracia hizo siempre todo lo posible por restringir esa participación popular. Si bien es cierto que la oratoria ante el pueblo tenía gran importancia en la práctica política en la Roma republicana, no lo es menos que sólo los magistrados y los tribunos de la plebe podían convocar una asamblea, y sólo ellos y quienes ellos autorizaran tenían acceso al uso de la palabra ante el pueblo, lo que se tradujo en un monopolio de la palabra por parte de la misma clase social que controlaba las magistraturas y el Senado [...]. Estas restricciones para el uso libre de la palabra alejan las asambleas populares en Roma de la vigente en la democracia ateniense.

## Edad Media

### Asambleas estamentales de las monarquías europeas
Los reyes en las monarquías feudales medievales europeas eran notablemente débiles (solo constituían la cúspide de las relaciones feudo-vasalláticas), sobre todo si se comparan con los califas musulmanes o con los emperadores chinos, que disponían de una numerosa burocracia para recaudar los impuestos que les permitieran mantener un ejército permanente para hacer frente a cualquier desafío a su autoridad, tanto interior como exterior. El poder efectivo de los monarcas europeos se limitaba al territorio que estaba bajo su dominio directo de donde procedían casi exclusivamente sus ingresos. El resto de su regnum estaba bajo el poder de los señores feudales, tanto laicos como eclesiásticos, por lo que debía contar con ellos para llevar adelante sus proyectos, sobre todo militares. Los reyes apelaban a las obligaciones que les debían como vasallos suyos, el auxilium et consilium. De la obligación del consilium (consejo) surgió la curia regis (el Consejo real) de la que formaban parte todos los señores vasallos directos del rey. Cuando a partir de los siglos XII y XIII se incorporaron representantes de las ciudades surgieron las asambleas estamentales (denominadas Cortes o Corts en los reinos peninsulares ibéricos, o Parliament en el reino de Inglaterra).
Los representantes de las ciudades o de la pequeña nobleza en las asambleas estamentales estaban sujetos a un mandato imperativo, lo que dificultaba el llegar a acuerdos (y lo que también implicaba que si se decidía algo a lo que un representante se oponía, sus representados no estaban obligados a cumplirlo). Sin embargo, en Inglaterra a partir del Parlamento modelo de 1295 (así llamado porque su composición sirvió de modelo a los parlamentos posteriores) los monarcas consiguieron imponer que los diputados fueran enviados sin un mandato estricto (con «poder completo y suficiente») y que las decisiones de la mayoría fueran vinculantes («que las cuestiones decididas no permanezcan sin ejecutar»). El rey Eduardo I lo justificó apelando al principio del derecho romano incluido en el Código de Justiniano: Quod omnes tangit, ab omnibus tractari et aprobari debet ('Lo que a todos toca debe ser tratado y aprobado por todos'). Este modelo de representantes sin mandato explícito —que fue lo que, según David Stasavage, hizo diferente a Inglaterra del resto de reinos europeos— se acabarían convirtiendo en la base de las democracias representativas modernas.

### Ciudades-estado europeas: el «movimiento comunal»
A partir del siglo XI se produce la reavivación del comercio en Europa que trae consigo el resurgimiento de las ciudades (burgos). Casi al mismo tiempo comienza la lucha de sus habitantes (los burgueses), juramentados en comunas, para obtener la franquícia (la libertad) del señor feudal en cuyos dominios habían surgido las ciudades. Se desarrolla así el «movimiento comunal» que consigue, en mayor o menor medida según las regiones, su objetivo, gracias unas veces a la insurrección armada, y otras a la compra de la franquicia a los señores o al establecimiento de un pacto por el que los señores ceden la franquicia a cambio del cobro de tributos sobre la actividad comercial y artesanal. En esta lucha a menudo fue decisiva la ayuda de los reyes o de los condes —que también están interesados en someter los poderes señoriales—, poniéndose bajo su jurisdicción directa (realengo) aunque el grado de franquicia variará mucho de unos lugares a otros (por ejemplo, en Inglaterra gozarán de una escasa autonomía frente al autoridad del rey). El caso más extremo fue el de aquellas ciudades que se independizaron completamente hasta el punto de constituirse en «repúblicas» urbanas, como en el caso de las ciudades-estado italianas (o en el de las ciudades alemanas de la Liga Hanseática).
Las «comunas» crearon asambleas para gobernarse y sus dirigentes no eran hereditarios sino que eran seleccionados según un modelo republicano, o bien mediante sorteo o mediante elecciones, o en otros casos mediante cooptación (el consejo saliente elegía al nuevo). En principio la participación fue muy amplia pero en la mayoría de los casos se derivó a un sistema más oligárquico (los miembros más acaudalados eran los que monopolizaban el gobierno: fundamentalmente los mercaderes), lo que provocó las protestas o la rebelión de los sectores populares (fundamentalmente los artesanos) que en ocasiones tuvieron éxito, entrando a formar parte del gobierno «comunal». Este modelo «republicano» se vio apoyado por el redescubrimiento de las ideas clásicas (alrededor de 1260 se tradujo por primera vez al latín la Política de Aristóteles).

## Edad Moderna

### Pueblos indígenas americanos
El politólogo estadounidense David Stasavage ha señalado que en la América anterior a la llegada de los europeos existieron varios ejemplos de lo que él denomina «democracia temprana» y ha destacado dos: la Confederación de Tlaxcala y el pueblo hurón. En cuanto al primer caso, Stasavage refiere el testimonio de Hernán Cortés que cuando entró en su territorio en 1519 lo describió así:

La orden que hasta ahora se ha alcanzado que la gente de ella tiene en gobernarse es casi como las señorías de Venecia y Génova o Pisa, porque no hay señor general de todos. Hay muchos señores y todos residen en esta ciudad, y los pueblos de la tierra son labradores y son vasallos de estos señores, y cada uno tiene su tierra por sí; tienen unos más que otros, y para sus guerras que han de ordenar se juntan todos, y todos juntos las ordenan y conciertan.

Los estudios posteriores han confirmado en términos generales el juicio de Cortés. La República de Tlaxcala era gobernada por un consejo de entre cincuenta y cien miembros de la nobleza, que no era estrictamente hereditaria porque se podía acceder a ella si se proporcionaba un servicio excepcional a la comunidad, especialmente en la guerra.
En cuanto a los hurones (que se llamaban a sí mismos wyandotes; el término «hurón» fue el que emplearon los colonizadores franceses y en la época equivalía a «rufián») contamos con los testimonios de los misioneros jesuitas a los que sorprendió que carecieran de un gobierno jerárquico y que accedieran a los cargos solo si su comunidad los consideraba suficientemente cualificados. Cada aldea (veinte en total) era gobernada por un consejo, en el que, como relató un jesuita, «todo el que lo desee puede estar presente, y tiene derecho a expresar su opinión». En la cúspide se situaba el consejo de la federación en el que estaban representadas las cuatro tribus huronas y las decisiones se tomaban por unanimidad. Como se trataba de una sociedad matrilineal y matrilocal las mujeres eran las que nombraban (y destituían) al jefe del clan que luego era confirmado por los hombres del consejo (en cuyas reuniones las mujeres no intervenían; tampoco a nivel de aldea, de tribu o de federación, aunque podían transmitir sus opiniones a través de los asistentes masculinos).
Un tercer ejemplo de «democracia temprana», también mencionado por Stasavage (pero de forma menos extensa), sería el de los iroqueses  —que se llamaban a sí mismos haudenosaunee, 'gente de la casa larga'—. A mediados del siglo XVI cinco «naciones» (Seneca, Cayuga, Oneida, Onondaga y Mohawk, a las que se sumaría Tuscarora en 1720) formaron una gran liga denominada precisamente Haudenosaunee. Su capital estaba donde hoy se encuentra Siracusa, Estado de Nueva York.[cita requerida]
La liga Haudenosaunee estaba regulada por una constitución de 117 artículos conocida como la Gran Ley de la Paz y gobernada por un Parlamento o Consejo de representantes de la población, considerado como el segundo más antiguo del mundo, después del Althing de Islandia. La Gran Ley de la Paz establecía un estado de derecho con estrictos límites y restricciones al poder de los gobernantes. Establecía también una división del poder entre hombres y mujeres, estableciendo que ningún hombre podía presidir un clan y ninguna mujer ser jefe militar o sachem. A las jefas de los clanes les correspondía elegir a los jefes militares.
Haudenosaunee tuvo una influencia directa tanto en la democracia y el constitucionalismo, como en la idea de la igualdad de mujeres y hombres en la sociedad moderna. En especial Benjamín Franklin, quien tuvo trato directo con Haudenosaunee en 1754, destacó en sus obras que el grado de autonomía individual que gozaban los habitantes de la liga era desconocido en Europa y publicó los tratados indios, considerada como una de sus obras más importantes.

### Inglaterra: nacimiento del parlamentarismo moderno
A diferencia de otras monarquía europeas en las que los reyes se impusieron a las asambleas estamentales (dejando en ocasiones de convocarlas), en el reino de Inglaterra el Parlamento mantuvo su peso hasta el punto de que se acuñó la fórmula king in parliament ('rey en parlamento') que significaba que, al menos como principio, el rey gobernaba conjuntamente con el Parlamento. Los monarcas Tudor optaron por convocar al Parlamento con poca frecuencia, mientras que los Estuardo pretendieron eludirlo, lo que provocó un conflicto que desembocó en una guerra civil que enfrentó a los partidarios del rey y a los del Parlamento. Finalmente tras la Revolución Gloriosa de 1688 el Parlamento se impuso al monarca (el último año en que la Corona vetó una ley fue 1710). Ahora importaba más quien tuviera el control de la mayoría en la Cámara de los Comunes (whigs o tories) que quién fuera el rey o la reina. Nació así el primer sistema parlamentario moderno que serviría de modelo a los de otros Estados. Sin embargo, Inglaterra (Reino Unido, tras la unión con el reino de Escocia en 1707) no sería el primer país que estableció la democracia moderna, porque, como ha señalado David Stasavage, «tardó mucho en ampliar el sufragio» (y ello a pesar de que Inglaterra fue uno de los primeros lugares en los que se reivindicó el sufragio universal —masculino—, como hicieron los levellers durante la guerra civil). Paradójicamente, fueron sus Trece Colonias de América del Norte, las que la establecieron —para los hombres blancos— tras independizarse de la Corona británica dando nacimiento a los Estados Unidos de América.
Algunos historiadores han señalado como antecedente del parlamentarismo moderno a la Confederación de Polonia y Lituania, nacida en 1569, cuyo sistema político se caracterizaba por la limitación del poder del monarca por las leyes y la cámara legislativa (Sejm) controlada por la nobleza polaca.

### Trece Colonias de América del Norte: nacimiento de la primera democracia moderna (para los hombres libres blancos)
En las Trece Colonias inglesas de América del Norte les fue reconocido a los colonos el derecho a constituir asambleas para intervenir en las decisiones sobre los asuntos que les concernían (especialmente todo lo relacionado con los impuestos). Apelaron a las tradiciones inglesas, pero se fue mucho más lejos ya que los miembros de estas asambleas coloniales eran elegidos mediante un sufragio masculino muy amplio (prácticamente todos los varones adultos libres tenían derecho al voto; mientras que en Inglaterra solo un 3%) y se reunían todos los años. La primera asamblea colonial se celebró en Jamestown (Virginia) en 1619, el mismo año en que fueron llevados a la colonia los primeros esclavos negros traídos de África para trabajar en las plantaciones de tabaco.
El conflicto surgió cuando para sufragar el déficit causado por la Guerra de los Siete Años (1756-1763) el Parlamento de Londres aprobó nuevos impuestos a las Trece Colonias (de timbre sobre documentos y publicaciones periódicas o Stamp Act de 1765; sobre el papel, vidrio, plomo y té, entre 1767 y 1770) y las asambleas coloniales protestaron porque se habían aprobado sin su consentimiento (No taxation without representation, —'Ningún impuesto sin representación'—, fue su lema). Las duras represalias que acordó la monarquía británica contra la colonia de Masachusets como respuesta al «Motín del té de Boston» (diciembre de 1773) acabaron desencadenando la guerra en abril de 1775 y el 4 de julio de 1776 las trece colonias declararon unilateralmente su independencia. Finalmente el ejército continental comandado por George Washington (un propietario de plantaciones en Virginia) logró derrotar al ejército británico, con la ayuda de la monarquía francesa, y Gran Bretaña se vio obligada a reconocer en 1783 la independencia de las Colonias Unidas en el Tratado de París. Cuatro años después, la Convención de Filadelfia, que reunió a los representantes de los 13 nuevos estados independientes, aprobó la Constitución de la República de los Estados Unidos de América.
En el proceso de elaboración de la Constitución de 1787 se habían enfrentado dos posturas: la de los antifederalistas (entre los que destacó Elbridge Gerry) que defendían una estructura confederal (como la aprobada en los Artículos de la Confederación de 1781) en la que el poder central tuviera unas atribuciones muy limitadas y en la que, por tanto, fueran cada uno de los trece estados de la Unión —las antiguas trece colonias— los que decidirían su propia organización política interna y sus propias leyes; y la de los federalistas (entre los que destacaban James Madison, Alexander Hamilton y John Jay, autores de los Federalist Papers) que propugnaban un gobierno fuerte y centralizado, aunque preservando ciertas materias a la potestad particular de cada estado miembro. Esta última postura fue !a que acabó imponiéndose y los Estados Unidos quedaron constituidos como una República federal, cuyo primer presidente fue el héroe de !a guerra de independencia, George Washington. Cuatro años después (1791) se aprobaron diez enmiendas a la Constitución que conformaron la Bill of Rights (Carta de Derechos) de los Estados Unidos.
Sin embargo, como ha señalado David Stasavage, «la democracia moderna en Estados Unidos no sería completa durante mucho tiempo: hasta trescientos años después de 1619, cuando los afroamericanos disfrutaron del mismo derecho al voto que los demás». Fue en 1964 cuando se aprobó la Ley Derechos Civiles que puso fin a la segregación racial de la minoría negra.

## Edad Contemporánea

### Revolución francesa

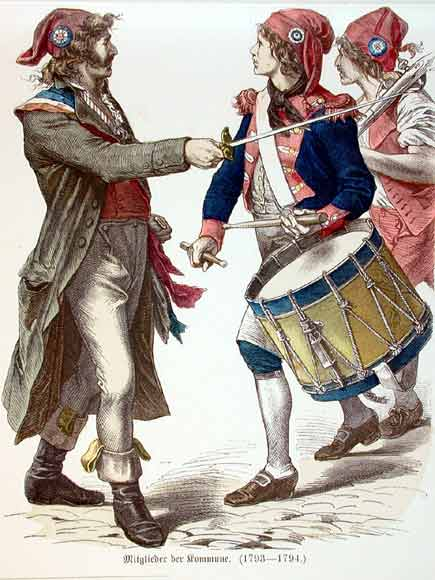
Sans culottes (Francia, 1792).

En 1789 la Revolución francesa puso fin a la monarquía absoluta más poderosa de Europa y en su Declaración de Derechos del Hombre y el Ciudadano proclamó que la soberanía residía en la nación (entendida como el conjunto de los antiguos súbditos del rey ahora convertidos en ciudadanos) dando nacimiento a un nuevo régimen en contraposición al ancien régime que los revolucionarios habían derribado.
La historia de la Revolución Francesa se suele dividir en tres períodos:
1. Monarquía Constitucional (1789-1792). Se caracteriza por el desmantelamiento del ancien régime («noche del 4 de agosto de 1789») y la proclamación de los principios del nuevo régimen (Declaración de Derechos del Hombre y el Ciudadano) que tomará la forma de monarquía constitucional (Constitución francesa de 1791), siguiendo el modelo de la monarquía «limitada» británica. Fracasa por la oposición de la mayor parte de la nobleza francesa (emigrés) y del clero (refractarios) y del propio rey Luis XVI («fuga de Varennes»), además de por las divisiones surgidas entre los revolucionarios, que se llaman a sí mismos «patriotas»: feuillants, más moderados, defensores del sufragio censitario, frente a jacobinos, más radicales, defensores del sufragio universal.
2. República radical (1792-1794). Tras la jornada del 10 de agosto de 1792, la Convención, elegida por sufragio universal (masculino), proclama la República el 22 de septiembre. Los jacobinos encabezados por Maximilien Robespierre son el grupo político dominante que ante la amenaza exterior (guerra de la Primera Coalición) e interior (Guerra de la Vendée) establecen «El Terror» para «salvar la Revolución» (varios miles de «sospechosos» son ejecutados, entre ellos el rey Luis XVI y la reina María Antonieta, junto con arístócratas y miembros del clero refractario, así como los líderes de los girondinos, de los «indulgentes» y de los enragés), dejando en suspenso la Constitución del Año I y sin efecto la Declaración de los Derechos del Hombre y del Ciudadano de 1793. Los jacobinos se apoyan en el movimiento de los sans culottes, aunque este defiende fórmulas de democracia directa como el mandato imperativo. La etapa se cierra con la caída de Robespierre el 9 de Termidor del Año II (27 de julio de 1794) que da paso a la «reacción termidoriana».
3. República conservadora (1794-1799). La etapa se caracteriza por el intento de los sectores «moderados» de la Revolución (termidorianos) de dar estabilidad al nuevo régimen, eliminando tanto la «amenaza jacobina» y sans-culotte (por la izquierda) como la «amenaza aristocrática» (por la derecha). Para ello aprueban la Constitución del Año III (1795) que vuelve a implantar el sufragio censitario, establece un gobierno colegiado de cinco miembros denominado Directorio y dos cámaras legislativas, el Consejo de los Ancianos (una especie de Senado) y el Consejo de los Quinientos (inspirado en la Boulé ateniense). Sin embargo, el proyecto de «estabilización» no se consolida y los propios termidorianos recurren al prestigioso general Napoleón Bonaparte para que mediante el golpe de Estado del 18 de brumario (9 de noviembre de 1799) ponga fin a la República dando paso al Consulado (en 1804 convertido en el Imperio; Napoleón es coronado «emperador de los franceses» el 2 de diciembre).

### Monarquías constitucionales europeas (sigloXIX)
Durante el siglo XIX, influidos en mayor o menor medida por el ejemplo francés, la mayoría de los países europeos implantaron el nuevo régimen (ahora conocido como Estado Liberal). Se aprobaron Constituciones que delimitaron el poder de los reyes y que establecieron un parlamento que representaba a la nación.
Sin embargo, en estas nuevas Monarquías Constitucionales, que en general tomaron como modelo la Monarquía británica, los reyes conservaron importantes prerrogativas como la facultad de disolver el Parlamento, la de vetar las leyes (para obligar a una segunda deliberación) y de nombrar y destituir al primer ministro, aunque para gobernar debía contar con el apoyo de la mayoría del Parlamento. También se restringió el derecho al voto (sufragio activo) y a presentarse como candidatos (sufragio pasivo) a una minoría que acreditara ser propietaria o tener ciertos niveles de renta (sufragio restringido), en flagrante contradicción con el principio de la igualdad de derechos. El revolucionario francés Emmanuel-Joseph Sieyès lo justificó distinguiendo entre los «ciudadanos activos» y los «ciudadanos pasivos». Asimismo se optó por el parlamento bicameral, como el del Reino Unido, con una Cámara Alta, generalmente conocida como Senado, cuyos miembros eran nombrados por el rey con carácter vitalicio o eran elegidos entre candidatos que debían cumplir unos requisitos más restrictivos que los que se exigían a los diputados de la Cámara Baja.

### Expansión de la democracia
En 1991 el politólogo estadounidense Samuel P. Huntington propuso dividir el proceso de democratización que había vivido el mundo en tres grandes etapas u «olas»: la primera, más lenta, comenzaría en la segunda mitad del siglo XIX y culminaría después de la Primera Guerra Mundial; la segunda, se produjo a raíz de la Segunda Guerra Mundial; y la tercera comenzaría en la década de 1970, con la caída de las dictaduras de Grecia, Portugal y España y culminaría tras la caída del muro de Berlín en 1989.
Primera «ola» de democratización (1848-1931)
A partir de la segunda mitad del siglo XIX la presión de los sectores que carecían de derechos políticos, singularmente las clases trabajadoras, hizo que en los países europeos se fuera ampliando el sufragio hasta conseguir, primero, que incluyera a todos los varones adultos y más tarde a las mujeres, alcanzándose así el sufragio universal (libre, igual, directo y secreto), una de las características esenciales de las democracias liberales, si no la más importante. Al mismo tiempo que el Parlamento fue aumentando su representación fue ganando peso político frente a los gobiernos, mientras que los monarcas, cuando subsistieron (en el periodo de entreguerras buena parte de las monarquías cayeron siendo sustituidas por repúblicas), perdieron todas sus prerrogativas para convertirse en figuras meramente simbólicas (en las llamadas Monarquías parlamentarias). Por último, en cuanto a los parlamentos bicamerales, o bien la Cámara Alta fue suprimida, pasando a ser parlamentos unicamerales como en la República de Weimar o en la Segunda República Española, o bien quedó casi completamente subordinada a la Cámara Baja, como sucedió a partir de 1911 en el Reino Unido. De esta forma los parlamentos liberales, que representaban los intereses de un sector de la sociedad (las clases propietarias), se convirtieron en parlamentos democráticos, que representan el interés general y en los que ningún sector social y opción política está excluido.
Segunda «ola» de democratización (1945-1965)

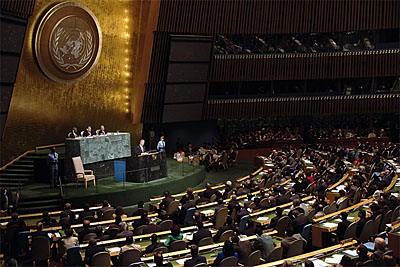
La Asamblea General de la ONU, durante una sesión plenaria

Derrotados los fascismos en la Segunda Guerra Mundial la democracia se asentó en Europa occidental (no ocurrió lo mismo en la Europa oriental donde después de 1945 se instauraron dictaduras comunistas) y al mismo tiempo comenzó el proceso de descolonización en Asia y África en el que algunos de los países independientes adoptaron sistemas democráticos, siendo el caso más relevante el de la India, convertida en la «democracia más grande del mundo». En Estados Unidos el movimiento por los Derechos Civiles alcanzó su objetivo en 1964 con la promulgación de la Ley de Derechos Civiles que puso fin a la segregación racial de la minoría negra.
Tercera «ola» democratizadora (a partir de 1974)
La tercera ola se inicia en 1974 con la caída de la dictadura de los coroneles en Grecia y de la dictadura salazarista en Portugal y el fin en 1975-1977 de la dictadura franquista en España, seguida de la caída de las dictaduras militares latinoamericanas, y que culmina con la drástica expansión de la democracia tras la caída del muro de Berlín en 1989.

## SigloXXI: ¿retroceso de la democracia?
En 2020 el politólogo estadounidense David Stasavage señaló que «vivimos hoy un época de ansiedad democrática», y que «la nueva palabra de moda para quienes analizan la democracia es retroceso». «Pocas personas se habrían imaginado hace apenas una década que las lecciones de las democracias fallidas en otros lugares se emplearían para preguntar si Estados Unidos podría correr la misma suerte» y cita al constitucionalista Bruce Ackerman que en 2010 escribió sobre sus temores por «la amenaza que representa la transformación de la Casa Blanca en una plataforma para el extremismo carismático y la anarquía burocrática», que, según Stasavage, «a juicio de muchos, eso es precisamente lo que ocurrió pocos años después».
Dos años antes, en 2018, Steven Levitsky y Daniel Ziblatt, citados por Stasavage, habían publicado How Democracies Die (Cómo mueren las democracias), a la que siguió en 2024 Tyranny of the Minority: Why American Democracy Reached the Breaking Point (edición en español: La dictadura de la minoría. Cómo revertir la deriva autoritaria y forjar una democracia para todos). En 2017 el historiador Timothy Snyder había publicado On Tyranny ('Sobre la tiranía'), que en la edición en español llevaba como subtítulo: Veinte lecciones que aprender del siglo XX.
En 2022 Sergei Guriev y Daniel Treisman advertían de la aparición de un nuevo tipo de dictadura que denominaban dictadura de la manipulación (spin dictatorship) que aparentaba ser democrática y que a diferencia de las dictaduras clásicas (las «dictaduras del miedo») no se basaba preferentemente en la coerción sino en la manipulación de la información para conseguir el apoyo de los ciudadanos. El politólogo de la Universidad de Barcelona Steven Forti las denominó en 2024 «autocracias electorales» en un libro titulado Democracias en extinción. Ese mismo año Anne Applebaum denunciaba la existencia de una especie de internacional de las autocracias cuyo propósito era gobernar el mundo. Un año antes el historiador británico Timothy Garton Ash lamentaba los derroteros antidemocráticos y antieuropeístas que estaban tomando algunos países europeos.